# SYSTEM I
SYSTEM I（システムワン）は、1987年にナムコが開発したアーケードゲーム基板。発売当初の名称はマザーボードシステム87で、SYSTEM II発売と同時期に名称変更された。

## 仕様
CPU:
- メイン CPU: モトローラ MC68B09E @ 2.048 MHz
- サブ CPU: モトローラ MC68B09E @ 2.048 MHz
- サウンド CPU: モトローラ MC68B09E @ 1.536 MHz
- MCU: 日立 HD63701 @ 1.536 MHz

ビデオ:
- 画面解像度: 288 × 224 ドット
- 512 × 512ドット　3画面 (64 × 64 タイル)
- 512 × 256ドット　1画面 (64 × 32 タイル)
- 288 × 224ドット　固定2画面 (36 × 28 タイル)
- 最大 127 スプライト (最大 32 × 32 ドット) 同時表示可能

サウンド:
- ヤマハ YM2151 (FM音源チップ) @ 3.57958 MHz（BGM）
- 8チャンネル ナムコ CUS30 (波形メモリ音源チップ) @ 96 kHz（効果音）
- 2チャンネル Namco 63701X DAC @ 6 MHz

## ゲームタイトル一覧
- 妖怪道中記（第1弾）
- ドラゴンスピリット（第2弾）
- ブレイザー（第3弾）
- クエスター（第4弾）
- パックマニア（第5弾）
- ギャラガ'88（第6弾）
- プロ野球ワールドスタジアム（第7弾）
- 超絶倫人ベラボーマン（第8弾）
- メルヘンメイズ（第9弾）
- 爆突機銃艇（第10弾）
- プロテニス ワールドコート（第11弾）
- スプラッターハウス（第12弾）
- フェイスオフ（第13弾）
- ロンパーズ（第14弾）
- ブラストオフ（第15弾）
- プロ野球ワールドスタジアム'89開幕版（第16弾）
- デンジャラスシード（第17弾）
- プロ野球ワールドスタジアム’90激闘版（第18弾）
- ピストル大名の冒険（第19弾）
- 倉庫番DX（第20弾）
- タンクフォース（第21弾）